# Dražen Mužinić
Dražen Mužinić (Spalato, 25 gennaio 1953) è un ex calciatore jugoslavo, di ruolo centrocampista.

## Carriera

### Club
Militò nell'Hajduk Spalato per dieci stagioni vincendo 9 trofei. Con la squadra spalatina segnò 28 reti in 508 presenze ed esordì in campionato il 29 marzo 1970, in trasferta contro il Čelik Zenica. 
Fu il capitano dei bijeli nel derby casalingo del 4 maggio 1980 contro la Stella Rossa, partita resa storica dall'annuncio della morte del maresciallo Tito.
Nel 1980 si trasferì al Norwich City per un ingaggio record della storia del club di 300 000 sterline, nei "canarini" giocò una trentina di partite in due stagioni senza mai entusiasmare. Conclusa l'avventura in Inghilterra si ritirò dal calcio giocato.

### Nazionale
Il suo debutto con la nazionale jugoslava risale al 17 aprile 1974 nella partita contro l'Unione Sovietica giocata a Zenica. La sua ultima partita con la nazionale risale al 10 ottobre 1979 contro la Spagna a Valencia.
Indossò la maglia della nazionale per un totale di trentadue partite andando una sola volta a segno. 
Inoltre ha partecipato ai Mondiali di Germania Ovest 1974.

## Statistiche

### Cronologia presenze e reti in nazionale
| Cronologia completa delle presenze e delle reti in nazionale ― Jugoslavia | Cronologia completa delle presenze e delle reti in nazionale ― Jugoslavia | Cronologia completa delle presenze e delle reti in nazionale ― Jugoslavia | Cronologia completa delle presenze e delle reti in nazionale ― Jugoslavia | Cronologia completa delle presenze e delle reti in nazionale ― Jugoslavia | Cronologia completa delle presenze e delle reti in nazionale ― Jugoslavia | Cronologia completa delle presenze e delle reti in nazionale ― Jugoslavia | Cronologia completa delle presenze e delle reti in nazionale ― Jugoslavia |
| Data                                                                      | Città                                                                     | In casa                                                                   | Risultato                                                                 | Ospiti                                                                    | Competizione                                                              | Reti                                                                      | Note                                                                      |
| ------------------------------------------------------------------------- | ------------------------------------------------------------------------- | ------------------------------------------------------------------------- | ------------------------------------------------------------------------- | ------------------------------------------------------------------------- | ------------------------------------------------------------------------- | ------------------------------------------------------------------------- | ------------------------------------------------------------------------- |
| 17-4-1974                                                                 | Zenica                                                                    | Jugoslavia                                                                | 0 – 1                                                                     | Unione Sovietica                                                          | Amichevole                                                                | -                                                                         | 75’                                                                       |
| 29-5-1974                                                                 | Székesfehérvár                                                            | Ungheria                                                                  | 3 – 2                                                                     | Jugoslavia                                                                | Amichevole                                                                | -                                                                         |                                                                           |
| 5-6-1974                                                                  | Belgrado                                                                  | Jugoslavia                                                                | 2 – 2                                                                     | Inghilterra                                                               | Amichevole                                                                | -                                                                         | 46’                                                                       |
| 14-6-1974                                                                 | Francoforte sul Meno                                                      | Jugoslavia                                                                | 2 – 0                                                                     | Brasile                                                                   | Mondiali 1974 - 1º turno                                                  | -                                                                         |                                                                           |
| 26-6-1974                                                                 | Düsseldorf                                                                | Germania Ovest                                                            | 2 – 0                                                                     | Jugoslavia                                                                | Mondiali 1974 - 2º turno                                                  | -                                                                         |                                                                           |
| 16-4-1975                                                                 | Belfast                                                                   | Irlanda del Nord                                                          | 1 – 0                                                                     | Jugoslavia                                                                | Qual. Euro 1976                                                           | -                                                                         |                                                                           |
| 31-5-1975                                                                 | Belgrado                                                                  | Jugoslavia                                                                | 3 – 0                                                                     | Paesi Bassi                                                               | Amichevole                                                                | -                                                                         |                                                                           |
| 4-6-1975                                                                  | Solna                                                                     | Svezia                                                                    | 1 – 2                                                                     | Jugoslavia                                                                | Qual. Euro 1976                                                           | -                                                                         |                                                                           |
| 9-6-1975                                                                  | Oslo                                                                      | Norvegia                                                                  | 1 – 3                                                                     | Jugoslavia                                                                | Qual. Euro 1976                                                           | -                                                                         |                                                                           |
| 15-10-1975                                                                | Zagabria                                                                  | Jugoslavia                                                                | 3 – 0                                                                     | Svezia                                                                    | Qual. Euro 1976                                                           | -                                                                         |                                                                           |
| 19-11-1975                                                                | Belgrado                                                                  | Jugoslavia                                                                | 1 – 0                                                                     | Irlanda del Nord                                                          | Qual. Euro 1976                                                           | -                                                                         |                                                                           |
| 18-2-1976                                                                 | Tunisi                                                                    | Tunisia                                                                   | 2 – 1                                                                     | Jugoslavia                                                                | Amichevole                                                                | -                                                                         | 46’                                                                       |
| 17-4-1976                                                                 | Belgrado                                                                  | Jugoslavia                                                                | 0 – 0                                                                     | Ungheria                                                                  | Amichevole                                                                | -                                                                         |                                                                           |
| 24-4-1976                                                                 | Zagabria                                                                  | Jugoslavia                                                                | 2 – 0                                                                     | Galles                                                                    | Qual. Euro 1976                                                           | -                                                                         | Ammonizione                                                               |
| 22-5-1976                                                                 | Cardiff                                                                   | Galles                                                                    | 1 – 1                                                                     | Jugoslavia                                                                | Qual. Euro 1976                                                           | -                                                                         |                                                                           |
| 17-6-1976                                                                 | Belgrado                                                                  | Jugoslavia                                                                | 2 – 4 dts                                                                 | Germania Ovest                                                            | Euro 1976 - Semifinale                                                    | -                                                                         |                                                                           |
| 19-6-1976                                                                 | Zagabria                                                                  | Jugoslavia                                                                | 2 – 3 dts                                                                 | Paesi Bassi                                                               | Euro 1976 - Finale 3º posto                                               | -                                                                         |                                                                           |
| 25-9-1976                                                                 | Roma                                                                      | Italia                                                                    | 3 – 0                                                                     | Jugoslavia                                                                | Amichevole                                                                | -                                                                         | 77’                                                                       |
| 10-10-1976                                                                | Siviglia                                                                  | Spagna                                                                    | 1 – 0                                                                     | Jugoslavia                                                                | Qual. Mondiali 1978                                                       | -                                                                         |                                                                           |
| 30-4-1977                                                                 | Belgrado                                                                  | Jugoslavia                                                                | 1 – 2                                                                     | Germania Ovest                                                            | Amichevole                                                                | -                                                                         |                                                                           |
| 8-5-1977                                                                  | Zagabria                                                                  | Jugoslavia                                                                | 0 – 2                                                                     | Romania                                                                   | Qual. Mondiali 1978                                                       | -                                                                         |                                                                           |
| 26-6-1977                                                                 | Belo Horizonte                                                            | Brasile                                                                   | 0 – 0                                                                     | Jugoslavia                                                                | Amichevole                                                                | -                                                                         |                                                                           |
| 3-7-1977                                                                  | Buenos Aires                                                              | Argentina                                                                 | 1 – 0                                                                     | Jugoslavia                                                                | Amichevole                                                                | -                                                                         |                                                                           |
| 5-10-1977                                                                 | Budapest                                                                  | Ungheria                                                                  | 4 – 3                                                                     | Jugoslavia                                                                | Amichevole                                                                | -                                                                         |                                                                           |
| 13-11-1977                                                                | Bucarest                                                                  | Romania                                                                   | 4 – 6                                                                     | Jugoslavia                                                                | Qual. Mondiali 1978                                                       | 1                                                                         | Ammonizione                                                               |
| 30-11-1977                                                                | Belgrado                                                                  | Jugoslavia                                                                | 0 – 1                                                                     | Spagna                                                                    | Qual. Mondiali 1978                                                       | -                                                                         | Ammonizione                                                               |
| 5-4-1978                                                                  | Teheran                                                                   | Iran                                                                      | 0 – 0                                                                     | Jugoslavia                                                                | Amichevole                                                                | -                                                                         |                                                                           |
| 4-10-1978                                                                 | Zagabria                                                                  | Jugoslavia                                                                | 1 – 2                                                                     | Spagna                                                                    | Qual. Euro 1980                                                           | -                                                                         |                                                                           |
| 25-10-1978                                                                | Bucarest                                                                  | Romania                                                                   | 3 – 2                                                                     | Jugoslavia                                                                | Qual. Euro 1980                                                           | -                                                                         |                                                                           |
| 1-4-1979                                                                  | Nicosia                                                                   | Cipro                                                                     | 0 – 3                                                                     | Jugoslavia                                                                | Qual. Euro 1980                                                           | -                                                                         |                                                                           |
| 13-6-1979                                                                 | Zagabria                                                                  | Jugoslavia                                                                | 4 – 1                                                                     | Italia                                                                    | Amichevole                                                                | -                                                                         |                                                                           |
| 10-10-1979                                                                | Valencia                                                                  | Spagna                                                                    | 0 – 1                                                                     | Jugoslavia                                                                | Qual. Euro 1980                                                           | -                                                                         | 75’                                                                       |
| Totale                                                                    |                                                                           | Presenze                                                                  | 32                                                                        |                                                                           | Reti                                                                      | 1                                                                         |                                                                           |

## Palmarès

### Club
- Campionato jugoslavo: 4

Hajduk Spalato: 1970-1971, 1973-1974, 1974-1975, 1978-1979
- Kup Maršala Tita: 5

Hajduk Spalato: 1971-1972, 1973, 1974, 1975-1976, 1976-1977

### Individuale
- Calciatore jugoslavo dell'anno: 1

1977